# Kriegerdenkmal Lankow

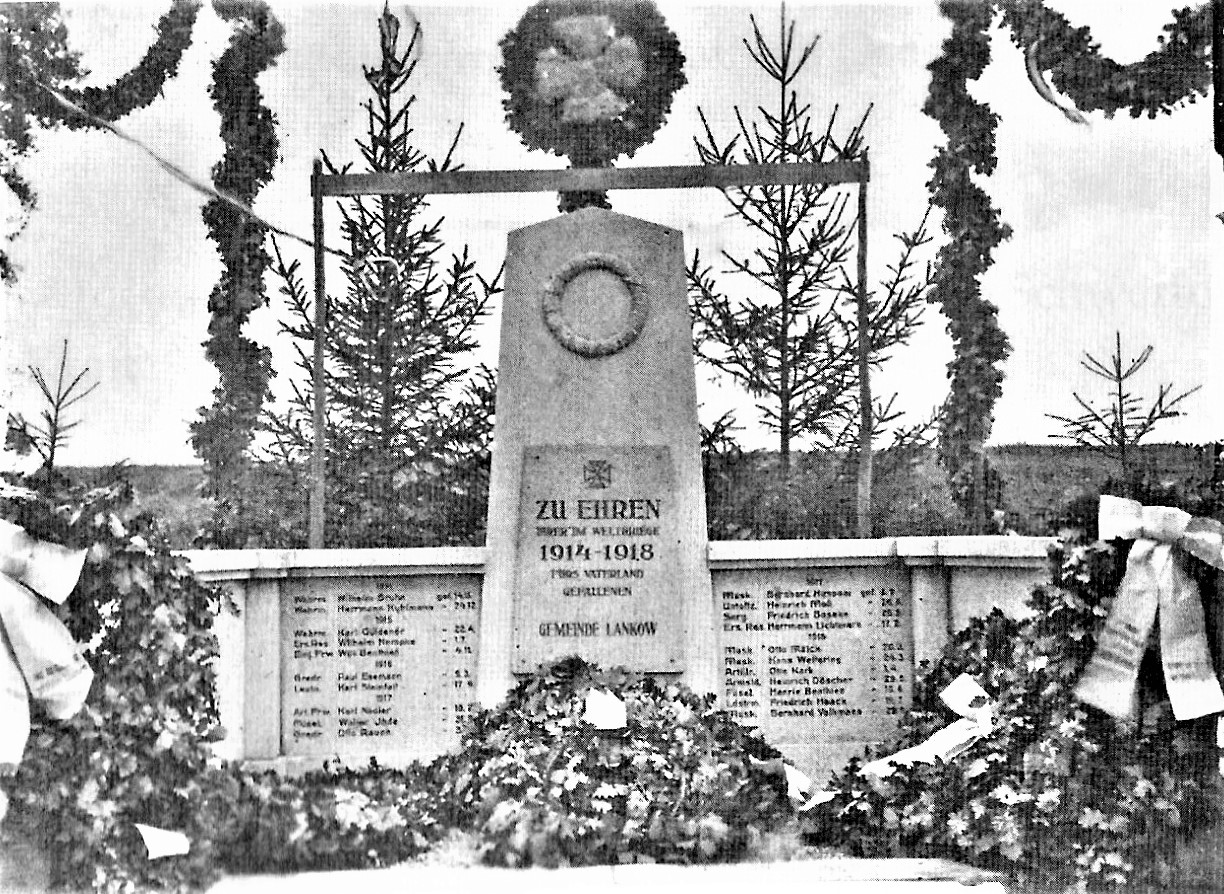
Kriegerdenkmal Lankow, 1921

Das Kriegerdenkmal Lankow war ein 1921 errichtetes Denkmal zu Ehren der im Ersten Weltkrieg gefallenen Bürger der Gemeinde Lankow bei Schwerin.

## Geschichte
Das Kriegerdenkmal war auf Initiative der Gemeinde Lankow 1920 geplant worden. Der Aufstellungsort wurde rechtsseitig der Gadebuscher Straße Richtung Gadebusch an der damals dort existierenden Straßenbahnendhaltestelle, schräg  gegenüber der Alten Dorfschule Richtung Grevesmühlener Straße gewählt. Am 9. August 1921 wurde die Denkmalinschrift in einem Protokoll im Gemeinderat festgelegt. Die festliche Einweihung fand am 12. September 1921 unter Beteiligung von über tausend Lankower und Schweriner Bürgern statt. Im Anschluss wurde das Denkmal der Gemeinde zur Obhut und Pflege übergeben. Das Denkmal stand bis 1964, der mittlere Gedenkpfeiler war zu der Zeit schon umgestürzt. Das Ehrendenkmal wurde dem an dieser Stelle vierspurigen Ausbau der Gadebuscher Straße geschuldet ersatzlos abgerissen. Der Verbleib der Denkmalsteine ist nicht bekannt.

## Ehemaliges Denkmal
Das Kriegerdenkmal war in einer Breite von 6,5 Meter aufgestellt. Zwei abgedeckte Flügelmauern säumten eine U-Form. Zwei Säulen rahmten links und rechts die Namenstafel der Gefallenen. Zwischen den Namenstafeln stand ein ca. drei Meter hoher, oben stumpfspitziger, rechteckiger monolithischer Steinpfeiler. Auf der breiten Vorderseite war oberhalb ein steinerner erhabener Ehrenkranz eingearbeitet, darunter eine aufmontierte rechteckige Gedenktafel.

## Text zur Ehrung der Toten der Lankower Familien
Gedenktafel: ZU EHREN UNSER IM WELTKRIEGE 1914 - 1918 FÜRS VATERLAND GEFALLENEN - GEMEINDE LANKOW
Jahr / Dienstgrad / Vor- und Nachname / Todestag (Die Namen und die Todesdaten sind undeutlich lesbar, Liste kann Fehler enthalten)
Namenstafel links:
- 1914 Wehrm. Wilhelm Bruhn 14.3.; Wehrm. Hermann Kuhlmann 24.12.
- 1915 Wehrm. Karl Göldener 22.4.; Ers.Res. Wilhelm Kempke 1.7.; Rgm.Frw. Willi Benthin 4.11.
- 1916 Grendr. Paul Essmann 9.2.; Leutn. Karl Steinhoff 17.9
- 1917 Art.Frw. Karl Nadler 10.7.; Füssl. Walter Ihde 31.3.; Grendr. Otto Rauch 3.?

Namenstafel rechts:
- 1917 Musk. Bernhard Herspon 1.7.; Untoff. Heinrich Maß 26.5.; Serg. Friedrich Bosecke 28.3.; Ers.Res. Hermann Lichtwerk 17.2.
- 1918 Musk. Ottop Reich 26.2.; Musk. Hans Wetering 24.3.; Artilr. Otto Kark 1.4.; Arm.sig. Heinrich Döscher 29.6.; Füssl. Henri Benthin 10.6.; Ldstrm. Friedrich Haack 19.2.; Füssl. Bernhard Volkmers 29.1.